# ابراهیم بولکباشی
ابراهیم بولکباشی (به انگلیسی: İbrahim Bölükbaşı) زاده ۱ دسامبر ۱۹۹۰ است. او کشتی گیر کشور ترکیه است. 

## جام دیمتری کورکین ۲۰۱۱
ابراهیم بلوکباشی در وزن ۸۴ کیلوگرم سه دور کشتی گرفت..در دور اول مقابل احمد ماگومادف از روسیه پیروز شد..دور دوم مقابل ماگومد زوبیرف دیگر کشتی گیر روس  بازنده شد و در کشتی اخر و رده بندی مقابل محمدرضا اسفیدانی از عراق به برتری رسید و به عنوان سومی این جام دست یافت.